# Reedsville (Wisconsin)
Reedsville is een plaats (village) in de Amerikaanse staat Wisconsin, en valt bestuurlijk gezien onder Manitowoc County.

## Demografie
Bij de volkstelling in 2000 werd het aantal inwoners vastgesteld op 1187. In 2006 is het aantal inwoners door het United States Census Bureau geschat op 1142, een daling van 45 (-3,8%).

## Geografie
Volgens het United States Census Bureau beslaat de plaats een oppervlakte van 2,5 km², geheel bestaande uit land. Reedsville ligt op ongeveer 256 m boven zeeniveau.

## Plaatsen in de nabije omgeving
De onderstaande figuur toont nabijgelegen plaatsen in een straal van 16 km rond Reedsville.